# P2RY11
No campo da biologia molecular, P2RY11 é uma proteína que pertence ao grupo dos receptores P2Y e que, em seres humanos, é codificada pelo gene P2RY11.

## Leitura de apoio
- van der Weyden L, Conigrave AD, Morris MB (2000). «Signal transduction and white cell maturation via extracellular ATP and the P2Y11 receptor.». Immunol. Cell Biol. 78 (4): 369–74. PMID 10947861. doi:10.1046/j.1440-1711.2000.00918.x
- Adams MD, Kerlavage AR, Fleischmann RD;  et al. (1995). «Initial assessment of human gene diversity and expression patterns based upon 83 million nucleotides of cDNA sequence.». Nature. 377 (6547 Suppl): 3–174. PMID 7566098. doi:10.1038/377003a0
- Communi D, Suarez-Huerta N, Dussossoy D;  et al. (2001). «Cotranscription and intergenic splicing of human P2Y11 and SSF1 genes.». J. Biol. Chem. 276 (19): 16561–6. PMID 11278528. doi:10.1074/jbc.M009609200
- Moore DJ, Chambers JK, Wahlin JP;  et al. (2001). «Expression pattern of human P2Y receptor subtypes: a quantitative reverse transcription-polymerase chain reaction study.». Biochim. Biophys. Acta. 1521 (1-3): 107–19. PMID 11690642
- Duhant X, Schandené L, Bruyns C;  et al. (2002). «Extracellular adenine nucleotides inhibit the activation of human CD4+ T lymphocytes.». J. Immunol. 169 (1): 15–21. PMID 12077223
- Strausberg RL, Feingold EA, Grouse LH;  et al. (2003). «Generation and initial analysis of more than 15,000 full-length human and mouse cDNA sequences.». Proc. Natl. Acad. Sci. U.S.A. 99 (26): 16899–903. PMC 139241. PMID 12477932. doi:10.1073/pnas.242603899
- Gerhard DS, Wagner L, Feingold EA;  et al. (2004). «The status, quality, and expansion of the NIH full-length cDNA project: the Mammalian Gene Collection (MGC).». Genome Res. 14 (10B): 2121–7. PMC 528928. PMID 15489334. doi:10.1101/gr.2596504
- Moreschi I, Bruzzone S, Nicholas RA;  et al. (2006). «Extracellular NAD+ is an agonist of the human P2Y11 purinergic receptor in human granulocytes.». J. Biol. Chem. 281 (42): 31419–29. PMID 16926152. doi:10.1074/jbc.M606625200
- Zylberg J, Ecke D, Fischer B, Reiser G (2007). «Structure and ligand-binding site characteristics of the human P2Y11 nucleotide receptor deduced from computational modelling and mutational analysis.». Biochem. J. 405 (2): 277–86. PMC 1904521. PMID 17338680. doi:10.1042/BJ20061728